# João de Deus Mena Barreto
João de Deus Mena Barreto (Porto Alegre, 30 de julio de 1874 — Río de Janeiro, 25 de marzo de 1933) fue un militar brasileño, uno de los líderes de la junta que gobernó el país durante el periodo en que Washington Luís fue depuesto.
Su período de gobierno fue desde el 24 de octubre de 1930 al 3 de noviembre de 1930, junto con Isaías de Noronha y Augusto Fragoso. Fue nombrado interventor del Estado de Río de Janeiro el año 1931.
La Revolución brasileña de 1930 puso fin de la denominada República Velha.
- Datos: Q2355963
- Multimedia: João de Deus Mena Barreto / Q2355963